# Jane Gentry Vance
Jane Gentry Vance (* 9. Februar 1941 in Lexington, Kentucky; † 2. Oktober 2014 in Versailles, Kentucky) war eine US-amerikanische Dichterin und Professorin.

## Werdegang
Jane Gentry, Tochter von Dixie Walker (1914–1993) und Charles Blanding Gentry (1907–1988), wurde während des Zweiten Weltkrieges in Lexington geboren. Ihre Familie war in dem benachbarten Athens (Kentucky) wohnhaft. Ihre Vorfahren, zu denen die Mitglieder der Gentry-Familie und der Bush-Familie zählten, lebten in dem Gebiet von Athens seit der Zeit, als Boonesborough besiedelt wurde. Ihr Großvater mütterlicherseits, Clarence O’Neil Walker (1890–1968), war von 1916 bis 1966 Pastor der Ashland Avenue Baptist Church in Lexington. Ihre tiefe Verbundenheit zu Zentral-Kentucky und ihren Ahnen hatte großen Einfluss auf ihr Leben und ihre Arbeit. Gentry fing mit dem Schreiben von Gedichten an der High School an. Sie hatte mehrere Abschlüsse in Englischer Literatur. Ihren Bachelor of Arts machte sie am Hollins College, ihren Master of Arts an der Brandeis University und ihren Ph.D. an der University of North Carolina at Chapel Hill. Während ihrer Zeit am Hollins College gehörte sie den Phi Beta Kappa an. Nach ihrem Ph.D. kehrte sie nach Kentucky zurück, um zu unterrichten und zu schreiben. Während ihrer 40 Jahre als Professorin an der University of Kentucky, wobei sie die letzten 16 Jahre einen Lehrstuhl innehatte, leitete sie Dichtkunstseminare am Englischen Fachbereich und führte Lehrveranstaltungen zur Ideengeschichte im University's Honors Program durch. 1986 erhielt sie einen University of Kentucky Alumni Association's Great Teacher Award – eine Auszeichnung, auf die sie besonders stolz war, da sie von den Studenten des Honors Program dafür nominiert wurde. Ihre Gedichte erschienen häufig in Literaturzeitschriften und in zahlreichen Sammelbänden. Dabei schrieb sie als Dichterin über die Familie, von den Freiheiten der Gefühle und der Ironie des Alltags.
Sie erhielt zweimal, 1993 und 2003, jeweils einen Al Smith Individual Artist Fellowship vom Kentucky Arts Council und Fellowships von der Yaddo in Saratoga Springs (New York) sowie vom Virginia Center for the Creative Arts in Lynchburg.
Zwischen 2007 und 2008 war sie State Poet Laureate von Kentucky. Während dieser Zeit reiste sie als staatliche Fürsprecherin, um die Bedeutung der Literatur in der Kultur und Geschichte von Kentucky hervorzuheben. 2008 organisierte sie eine Lesung von Kentucky-Gedichten in der Library of Congress in Washington, D.C. und nahm an dieser teil. Im Folgejahr, 2009, verlas sie im John F. Kennedy Center for the Performing Arts ein Gedicht zum zweihundertsten Geburtstag des Präsidenten Abraham Lincoln.
Im Mai 2013 erhielt sie einen Hollins University's Distinguished Alumnae Award. Nachdem sie in den Ruhestand gegangen war, wurde sie im Oktober 2013 in die University of Kentucky College of Arts and Sciences Hall of Fame aufgenommen – die höchste Auszeichnung, die durch das College gewährt wird.
40 Jahre lang lebte sie in Versailles (Kentucky). Während dieser Zeit war sie Mitglied der St. John's Episcopal Church. Sie verstarb 2014 im Taylor Manor Nursing Home in Versailles an den Folgen einer Krebserkrankung.
Sie war mit Phillip Thomas Vance verheiratet. Das Paar hatte zwei Töchter: Lucy und Susannah Clayton.

## Werke (Auswahl)
- A Garden in Kentucky, Louisiana State University Press, 1995, ISBN 9780807120026
- Lighting Strikes Twice, Harlequin Books, 1998, ISBN 9780373054008
- Portrait of the Artist As a White Pig, Louisiana State University Press, 2006, ISBN 9780807143179
- No Kids or Dogs Allowed, Harlequin Books, 2012, ISBN 9781459288157